# Paul Briollet
Paul Émile Gabriel Briollet, né le 6 avril 1864 à Paris 11e et mort le 14 novembre 1937, est un auteur-compositeur français.

## Biographie
Fils du journaliste Hippolyte Briollet (1830-1877), on lui doit plus de 1 400 chansons de la fin du XIXe et du début du XXe siècle, sur des musiques, entre autres, de lui-même, de Paul Dalbret, André Mauprey, Henri Christiné, Léo Daniderff, Ernest Gerny, Olivier Cambon, etc. et qui ont été interprétées, parmi d'autres, par Berthe Sylva, Suzy Delair ou Charlus. 
Il existe plusieurs enregistrements de ses chansons.

## Quelques titres notables

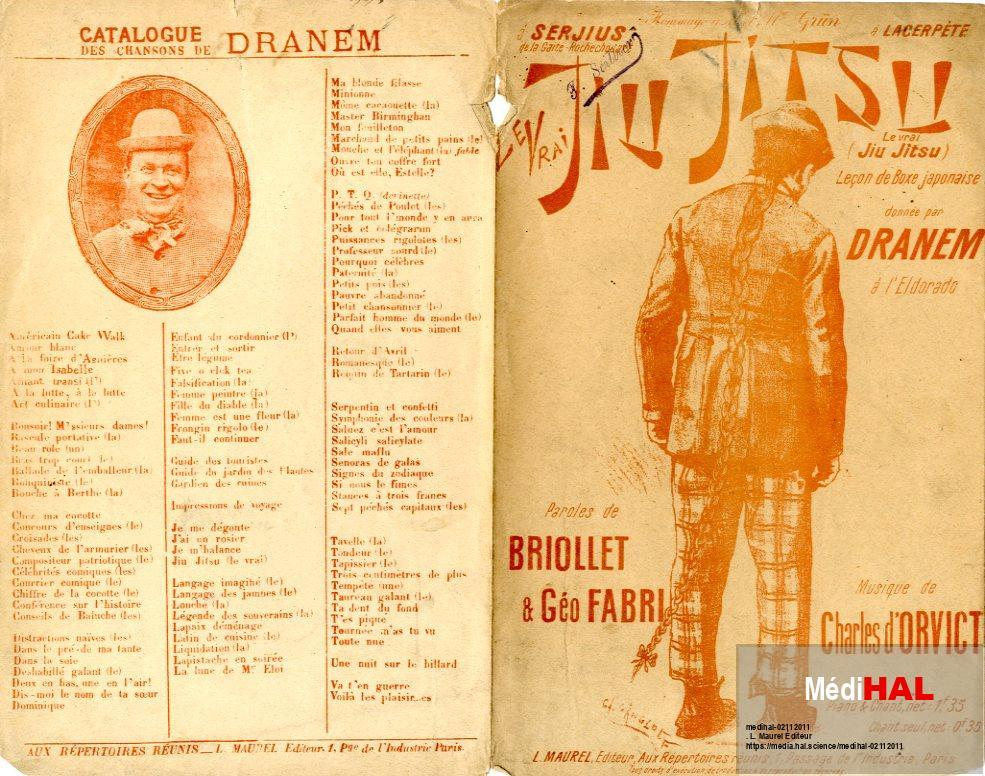
Le Vrai Jiu-jitsu.

- 1897 : La grosse Dame !, chansonnette, paroles de Henri Marcoud et Paul Briollet, musique de Del et de Marcoud
- 1900 : Les Tribulations d'un pipelet, avec Georges Arnould, musique d'Émile Fontenelle, créée par Charlus, Pathé (1900), rééditée par CBS (1973)
- 1905 : La Mattchiche, avec Léo Lelièvre, musique de Borel-Clerc, créée par Félix Mayol, reprise par Milva, Ariola, 1961 ; Cetra, 1965 puis 1972, 1975, 1983 et 1984, Lavazza, 1994 ; par Jack Lantier, Vogue, 1977 et 1979 ; Pathé Marconi, 1978 ; par Guy Béart, Disques Temporel, 1982 ; par La Toya Jackson, Pierjenn, 1992 ; par Annie Cordy, Marianne Mélodie, 2010
- 1905 : Le Vrai Jiu-jitsu, avec Géo Fabri, musique de Charles d'Orvict, créée par Dranem
- 1906 : Le Trou de mon quai avec Jules Combe, musique de Désiré Berniaux
- 1907 : La Jolie Boiteuse, chanson-marche, avec Léo Lelièvre, musique de Désiré Berniaux, in Anthologie De La Chanson Française Enregistrée - Les Années 1900-1920, EPM Musique, 2007
- 1911 : Mimine, paroles de Paul Briollet et Léo Lelièvre, musique de Adelmar Sablon[5].
- Arrêtez Les Aiguilles, par Berthe Sylva, Odéon, 1937 et 1975 puis CBS, 1955, 1968 et 1973 ; EMI, 1975
- Dansez maintenant, par Yvette Horner, EMI/Parlophone, 1998 en 1 acte, avec Jacques Yvel
- 1902 : Printania Revue, revue en 1 acte avec Mlle Dumas, à l'Eldorado (15 mars)
- 1908 : Chanteclair, pièce en 10 tableaux en vers amusants
- Le Roi Koko, opérette en un acte, avec Jacques Yvel, non datée

## Distinctions
- Officier d'Académie (arrêté du ministre de l'Instruction publique et des Beaux-Arts du 3 janvier 1904)
- Officier de l'Instruction publique (arrêté du ministre de l'Instruction publique et des Beaux-Arts du 7 avril 1923)